# 笹子隧道天花板坍塌事故
笹子隧道天花板坍塌事故（日语：／ Sasago tonneru tenzyōban rakkajiko），是指2012年12月2日于日本山梨县大月市笹子町的中央自动车道笹子隧道内发生的一场致命事故。隧道往东京方向的上行线内，约100米路段突然有多达100块5米长、1.2米阔、20厘米厚、每块达1.2公吨的天花板塌下，造成三辆汽车被埋，九人死亡。

## 概述

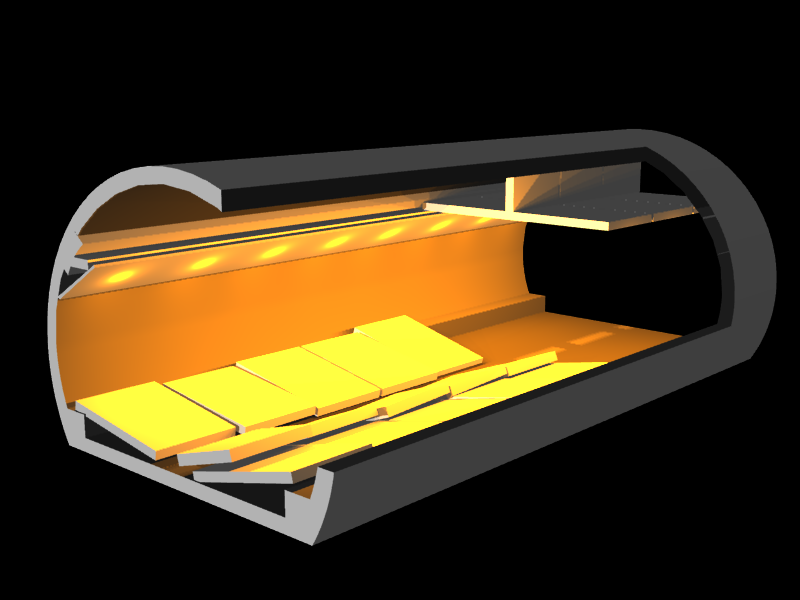
天花板崩落的狀態

2012年12月2日上午8時03分前后，往东京方向的上行线距离隧道出口约1.5公里处，隧道顶部通风管道的约270块混凝土天花板坍塌。这些混凝土天花板长5米，宽1.2米，厚约8至9厘米，每块重约1.2吨，呈V字形坍塌，相互折叠，坍塌长度超过138米。事故发生时，该事发路段有3辆车被天花板砸到，并且有2辆车起火。由于顶板倒塌，隧道内的排烟系统停止工作，隧道内因起火产生的浓烟无法排出，浓烟滚滚，救援队难以进入事发现场。
在事故现场，发现一辆租赁的面包车内有五具烧焦尸体，另有一辆车内发现三名死者的遗体。另有一辆货车也卷进本次事故之中，司机立即用手机向同事求救，但获救时已经死亡。救援行动一直持续到事故发生的第二天，也就是12月3日，共有9人确认死亡，另有两人受重伤。

## 应对
针对此次事故，NEXCO中日本于12月2日下午3時左右和次日9時左右召开紧急新闻发布会，作出道歉和解释。在12月3日举行的新闻发布会上，NEXCO中日本表示，连接隧道主体天花板（衬砌混凝土）和支撑天花板的一些螺栓（直径1.6厘米，长23厘米）已经松动。
国土交通省表示，日本的高速公路隧道从未发生过天花板倒塌致死的事故，要求对于相同构型的隧道开展紧急检查。

## 事故原因

### 整体设计

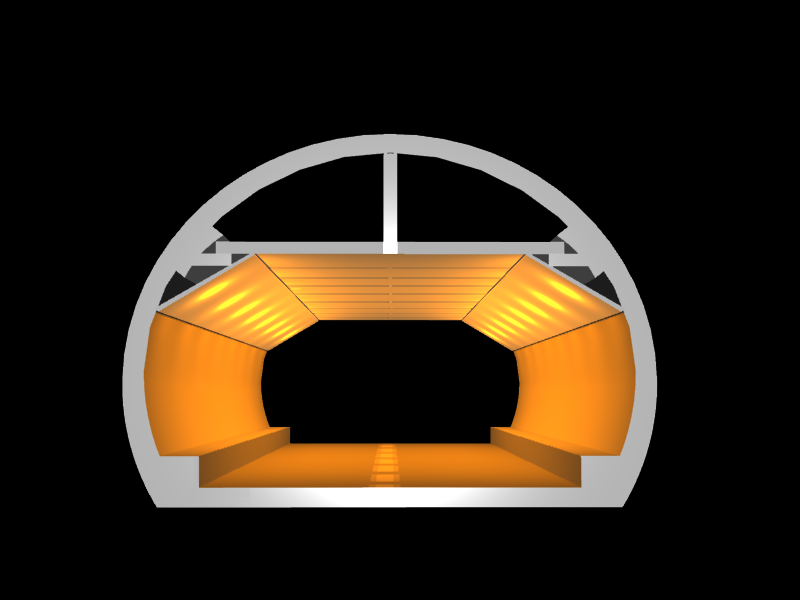
笹子隧道剖面圖

如图，造成事故的天花板在隧道上方隔出一个空间作为隧道内的“通风管道”，一端排出隧道内的车辆废气，另一侧用于从室外引进新鲜空气。在这起事故中，通风管道和排烟系统因天花板坍塌而失去功能。另外，天花板的安装方式决定了一块天花板的坍塌会引发相邻天花板的连锁坍塌。

### 天花板施工问题
笹子隧道的天花板安装方法是先在隧道上部钻一个垂直孔，装入由树脂、固化剂等组成的粘合剂胶囊，再在孔中放置锚固螺栓，并用这些螺栓悬挂天花板。这种施工方法存在一些问题，例如接缝处的钻孔是垂直方向的，因此荷载并没有分散，而且结构仅用粘合剂支撑顶板的荷载。由于与2006年波士顿发生的类似事故有相似之处，也有人指出设计方和施工方可能均不了解所用粘合剂的特性。而在对事故现场尚未脱落的螺栓进行强度测试时，发现六成以上的螺栓的可承受的荷载甚至低于设计标准，原因是粘合剂不够。

### 设备老化
NEXCO中日本在发布会上表示“很有可能是设备老化导致的疲劳”。然而，12月4日，国土交通省调查审查委员会第一次会议表示，具体的墙壁和螺栓并无明显腐蚀，不是设备老化引发的问题。

### 杜撰的检查
笹子隧道每年进行一次定期检查，每五年进行一次详细检查，就在事故发生前的2012年9月刚刚经历了一次详细检查，检查报告上显示当时未发现异常情况。然而，在事故发生后的检查中，检察人员在笹子隧道中总计发现上百个缺陷。
警方调查显示，NEXCO中日本方面只有在目视确认异常时方会进行敲击测试以确认异常情况，而自2000年以来就再也没有进行过敲击测试，也就是说根本没有遵守详细检查的步骤进行检查。

### 地震影响
有專家估計，崩塌原因可能2011年東日本大震災、荣村地震等地震的後遺症。

## 影響

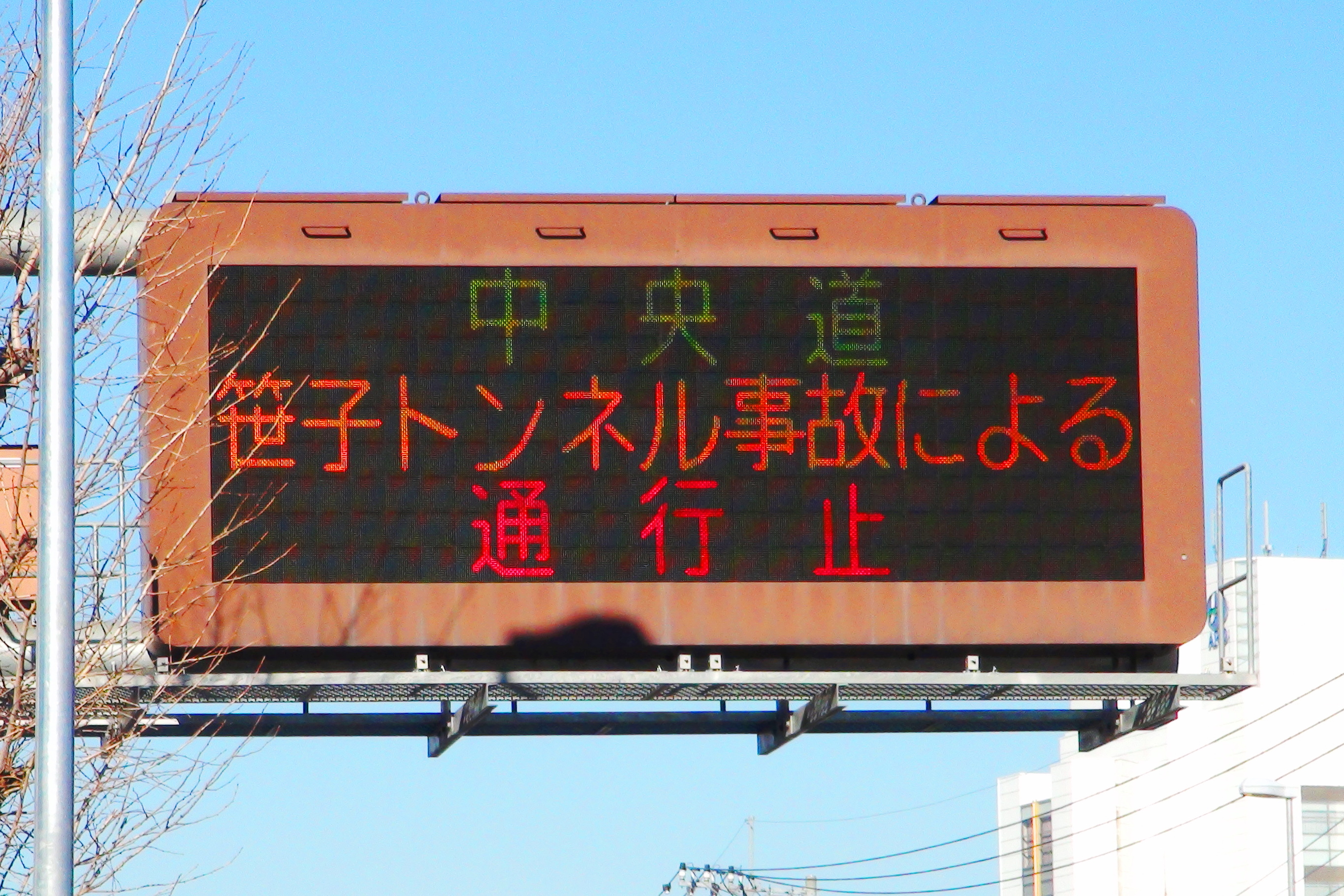
笹子隧道停止通行的电子告示牌

受事故影响，上行线一宮御坂IC到大月JCT、下行线大月JCT到勝沼IC之间停止通行。由此造成的拥堵对物流、交通等造成影响。
高速公共汽车所有相关路线均出现延误，并对行车路线进行了修改以应对道路停止通行后的影响。中央本线特急列车（梓号和甲斐路号）的指定座席预订量较上一年平均增长60%，多开不少临时列车。。
人们还担心旅游业会因此受到打击。从新宿到长野的一日游游览巴士公司哈多巴士表达了对“一般道路狭窄，有可能下雪”的担忧，导致一些旅行团取消相关行程。而由于预计交通拥堵，山梨县估计人们可能会减少参观的旅游景点数量，担心对旅游业产生严重影响。
在第46届日本众议院议员总选举和投票日为2012年12月16日的2012年東京都知事選舉中，公共工程、首都高速公路的老化等基础设施维护已成为各政党的选举议题之一。而日本更是将2013年定为“基础设施建设元年”，设定基建长寿化基本计划，以期解决基础设施老旧所引发的问题。

## 恢复

### 临时恢复

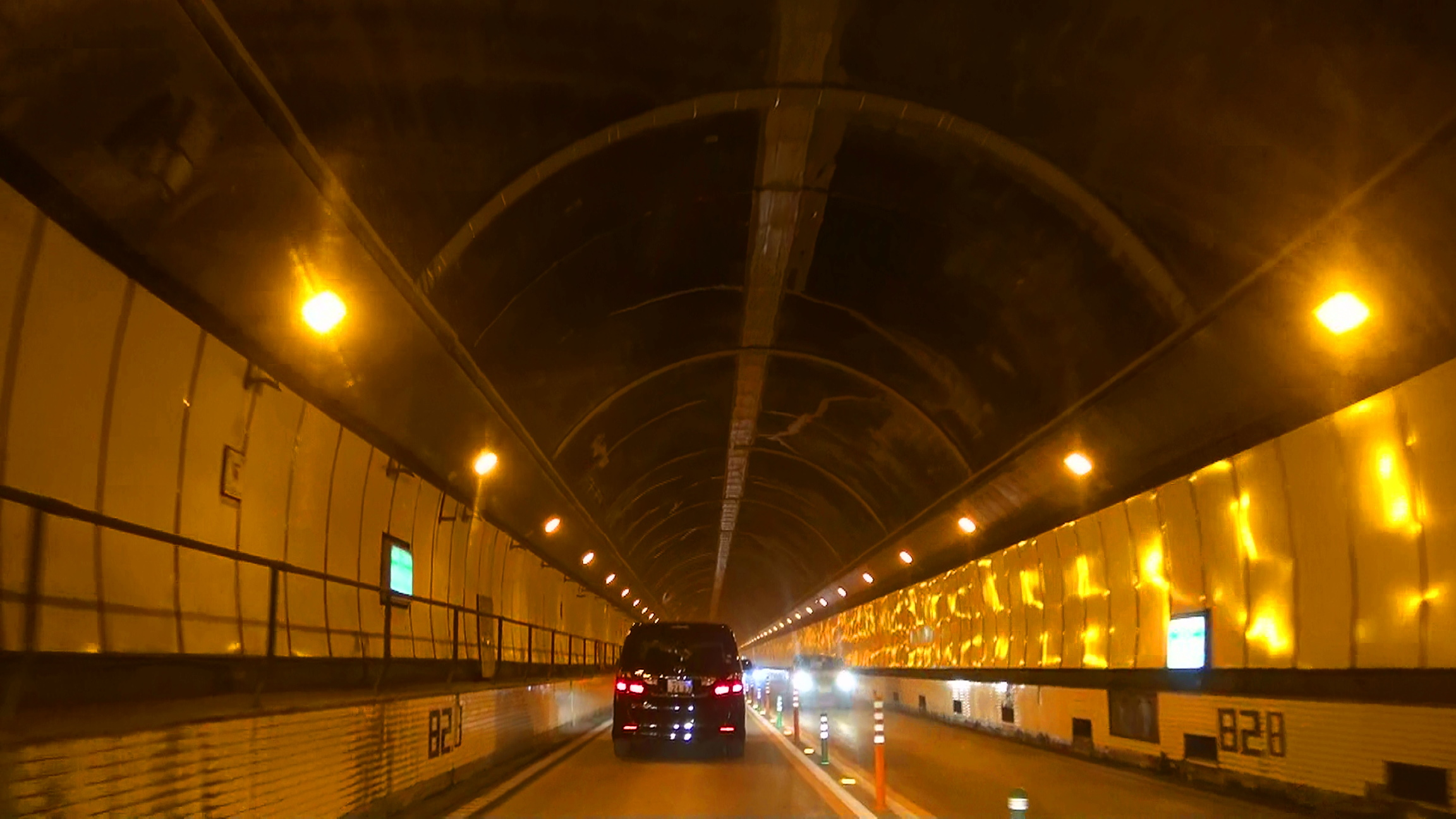
临时恢复中的笹子隧道下行线内部

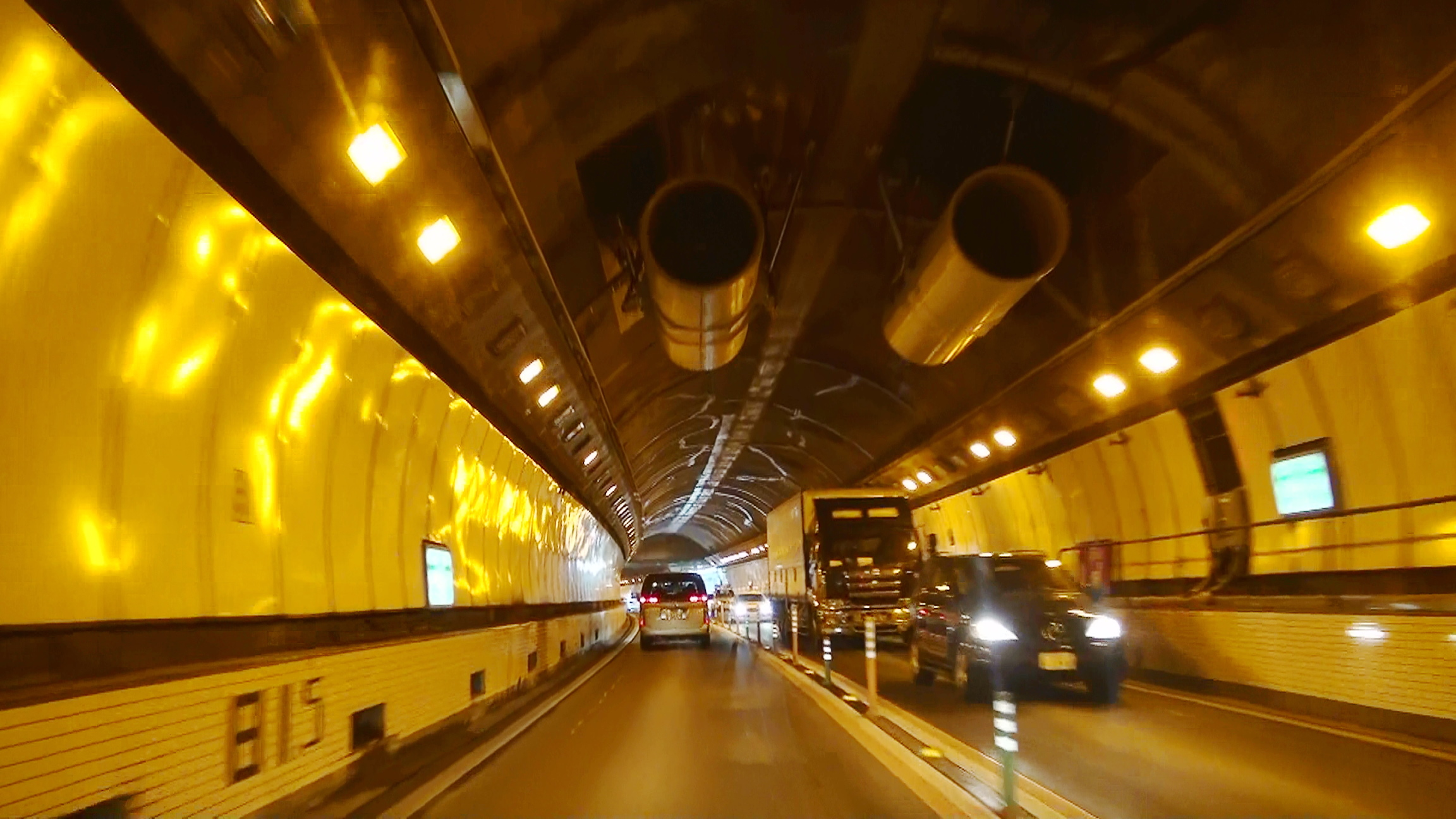
换上新通风设备的隧道下行线

2012年12月8日，NEXCO中日本宣布，预计在2012年年底前恢复下行线隧道的两条临时车道，拆除相关天花板，并将下行线隧道用于双向交通。因应后续施工进度，12月25日确定临时恢复通车日期定为12月29日，隧道中间将标有黄实线和红色隔离杆，隧道内限速定为40千米/小时。
在恢复临时通车的第二天就发生了一起5车连环相撞事故，通车第三天上午又发生了一起4车追尾的事故。
为避免即将到来的跨年元旦假期的大客流，NEXCO中日本调整相关路线的收费标准，以避免该隧道出现大量车流积压。

### 全面恢复
2013年1月9日，山梨县警察局完成现场检查後，NEXCO中日本便着手进行笹子隧道上行线的修复工作，拆除天花板，更换通风设备，以期早日通过验收恢复通车。
2月1日，NEXCO中日本宣布由于施工原因，隧道下行线将在2月7日13:00开始关闭，隧道全线将在2月8日16:00恢复开放，且限速将从临时恢复通车时的40千米/小时提升回原定的70千米/小时。

### 纪念碑

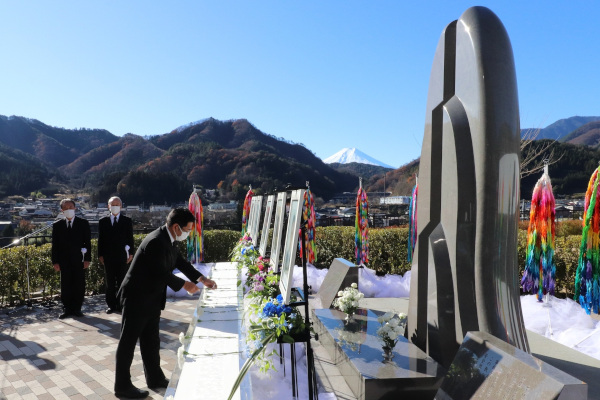
2021年12月2日，时任国土交通省副大臣渡边猛之纪念碑敬献鲜花

由于征地、死者意愿等各种原因，崩塌事故纪念碑并不处于事故发生的上行线而是位于下行线上。纪念碑附近有一棵死者家属亲手种植的樱花树，以纪念一名受害者对樱花的热爱。
2019年4月13日，隧道口旁及初狩停車區內設立的崩塌事故紀念碑落成，由NEXCO中日本代表和死者家属举行揭幕仪式。